# Vassili Sokolov (graveur)
Ne pas confondre avec le peintre russe Vassili Sokolov (1915-2013).
Pour les articles homonymes, voir Vassili Sokolov et Sokolov.
Vassili Sokolov ((ru) Соколов Василий Петрович, en russe, soit Vassili Petrovitch Sokolov de son nom complet), né en 1744 à Saint-Pétersbourg, et mort en 1798 dans cette même ville, est un graveur russe du XVIIIe siècle.

## Biographie
Vassili Petrovitch Sokolov naît à Saint-Pétersbourg en 1744.
Vassili Petrovitch Sokolov est le fils d'un inspecteur des douanes portuaires. En 1760, il entra comme étudiant au Cabinet de dessin de l'Académie des sciences, et en 1762 au Cabinet de gravures. À partir de 1764, il est élève de Johann Stenglin, avec lequel il étudie la technique de la manière noire. En 1788, il quitte l'Académie des sciences et travaille à partir de 1790 comme graveur à la Maison de l'éducation du conseil d'administration de Saint-Pétersbourg. En janvier 1797, il revient à l'Académie des sciences.
Actif dans la seconde moitié du XVIIIe siècle, il grave des portraits.
Vassili Sokolov meurt dans sa ville natale en 1798.